# SNCF X 2800

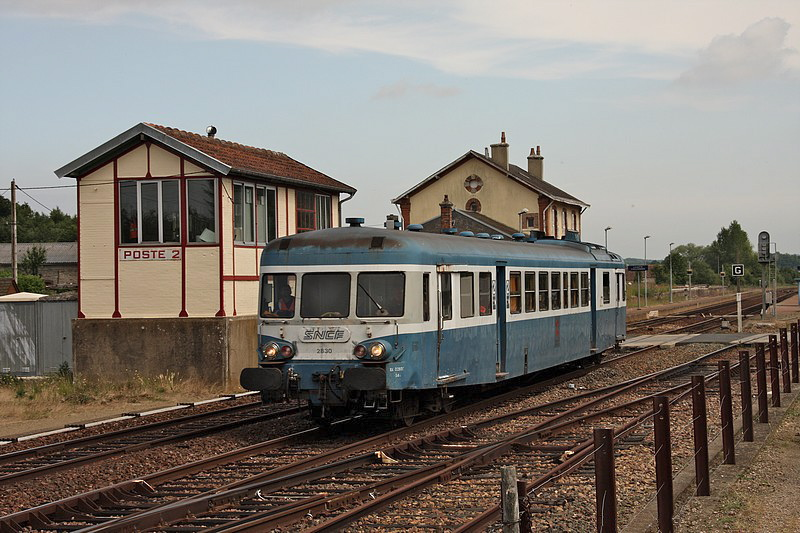
X 2830 bei der Durchfahrt durch den Bahnhof La Hutte Coulombiers (2009)

Die Baureihe X 2800 der französischen Staatsbahn SNCF war eine Serie von Dieseltriebwagen, die sich von 1957 bis 2009 im Planeinsatz befand. Als seinerzeit stärkster einteiliger, einmotoriger Dieseltriebwagen war er für den Einsatz mit bis zu vier Beiwagen auf anspruchsvollen Gebirgsstrecken konzipiert.

## Geschichte  und Beschreibung

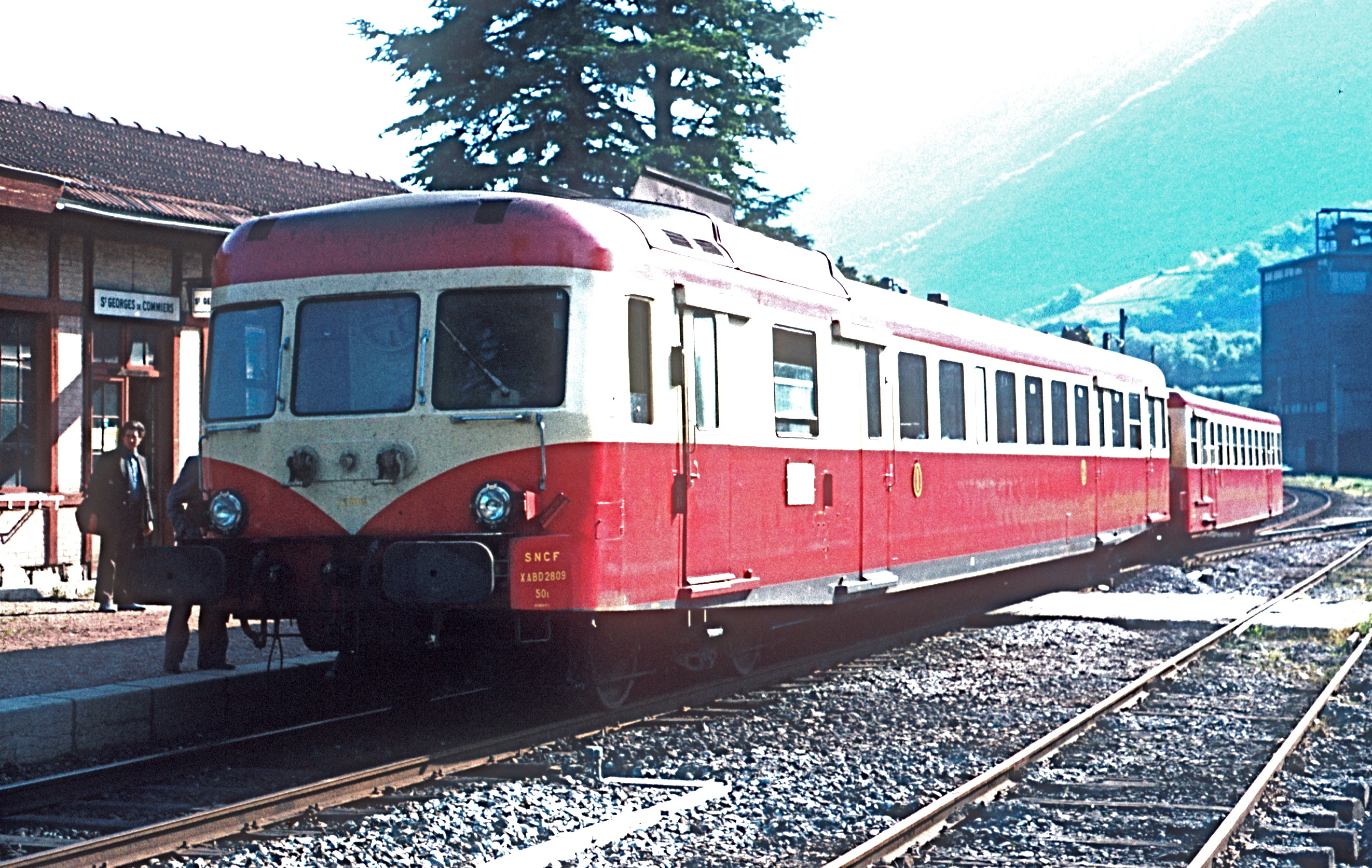
X 2809 mit Beiwagen in Lackierung rot/creme in Saint-Georges-de-Commiers (1976)

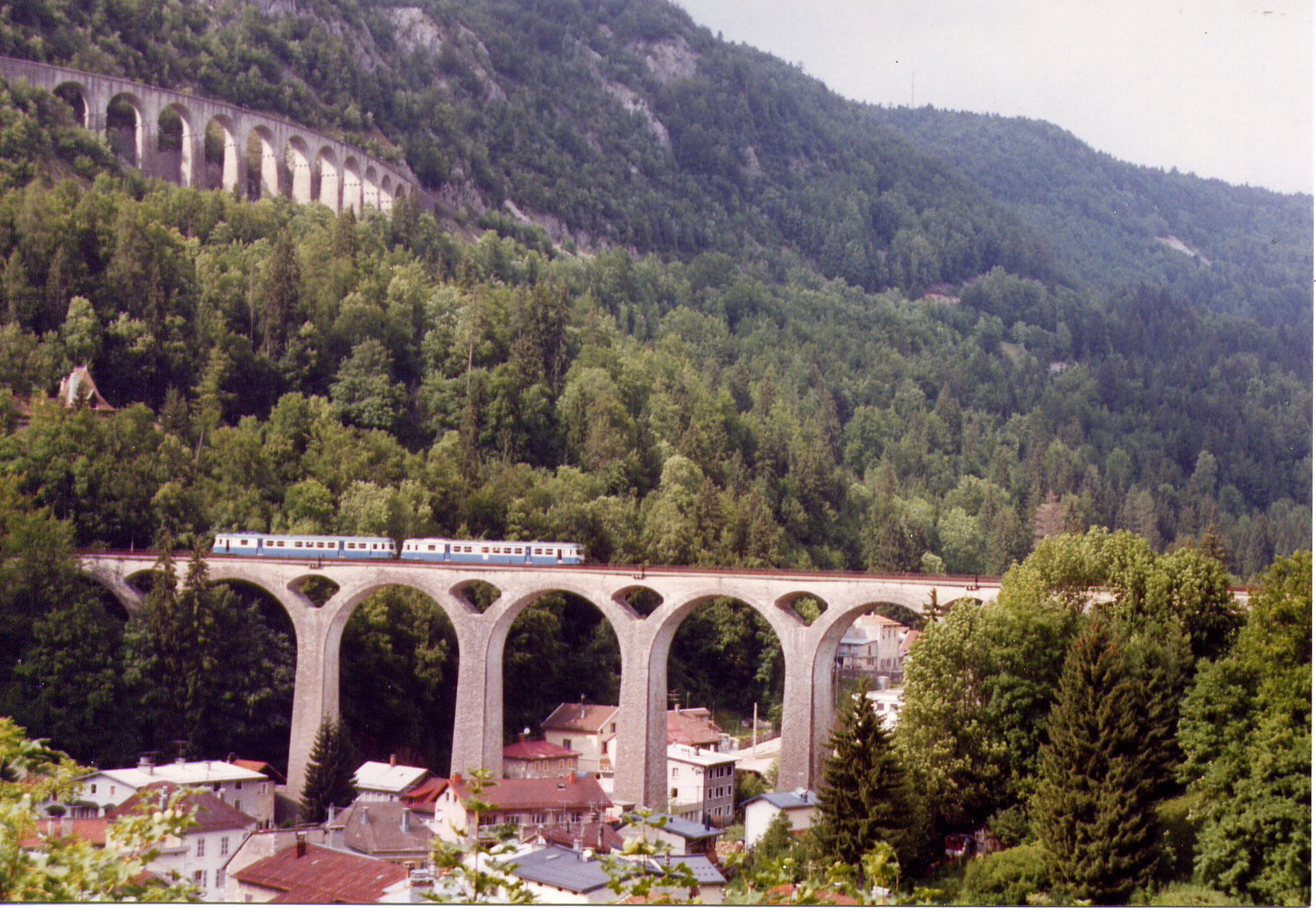
Doppeltraktion über Morez (1996)

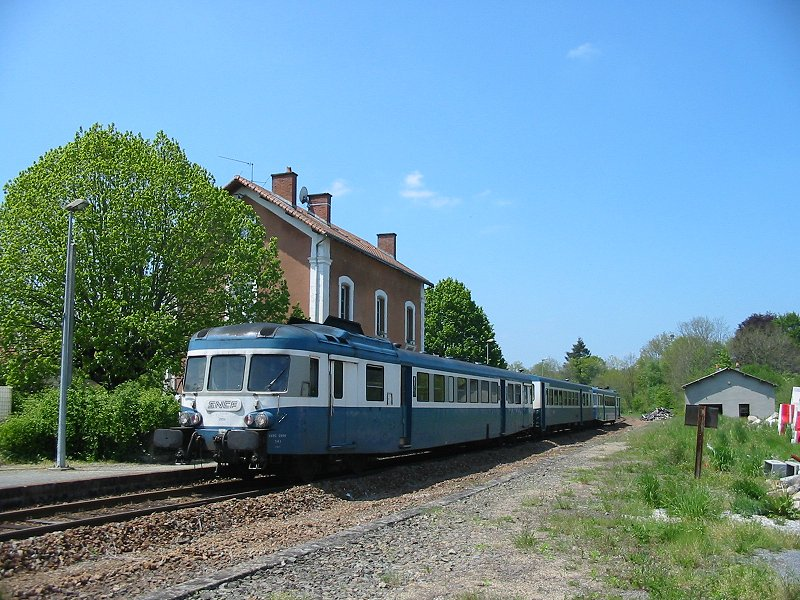
Doppeltraktion mit dazwischen gekuppeltem Beiwagen in Nieul (2004)

Insgesamt entstanden 119 Triebwagen dieser Baureihe, davon wurden die Nummern X 2801 bis X 2816 bei Decauville, alle weiteren bei Renault gebaut. Zunächst wurden sie als U 825 bezeichnet, wobei das U für „autorail unifié“ (Einheitstriebwagen) und die Zahl für die Leistung des Dieselmotors in PS stand. Der 53 t schwere Triebwagen verfügte über 12 Sitzplätze der 1. und 50 Sitzplätze der 2. Wagenklasse sowie ein Gepäckabteil, er war über Puffer 27.730 mm lang. Der Wagenkasten ruhte auf zwei zweiachsigen Drehgestellen. Er war ursprünglich unterhalb des Fensterbands rot, ansonsten cremefarben mit einer V-förmigen Spitze an den Fronten; die Dachpartie wurde später ebenfalls rot lackiert. Die roten Flächen wichen ab 1976 einem dunklen Blau, das Fensterband wurde grau mit weißen Rändern.
Der Dieselmotor von MGO (MAREP-Grosshans-et-Ollier) leistete 607 kW, er war hinter dem Führerstand 1 über dem Triebdrehgestell installiert. Die Leistungsübertragung erfolgte hydromechanisch mittels eines Mekydro-Vierganggetriebes, die Höchstgeschwindigkeit der Triebwagen betrug 120 km/h.
Im Zuge von Modernisierungsmaßnahmen wurden ab Mitte der 1970er Jahre unter anderem die kastanienbraunen Sitzbänke durch orangefarbene Einzelsitze ersetzt und das Grün des Innenraums wich wärmeren Farben. Die Triebwagen wurden für die Doppeltraktion ertüchtigt und konnten als solche auch einen Beiwagen als Zwischenwagen führen.
Mit der Abstellung der ETG-Turbotrains zwischen 1980 und 1986 übernahmen X 2800 deren Aufgaben. Hierfür wurde bei fünfzehn Einheiten die Höchstgeschwindigkeit auf 140 km/h heraufgesetzt.
Am 3. August 1985 kollidierte der Triebwagen X 2821 aufgrund menschlichen Versagens bei Flaujac-Gare frontal mit einem Reisezug. Es gab 35 Tote und 120 Verletzte.
Im Sommer 2008 wurden die Triebwagen X 2866 und X 2895 in der Schweiz eingesetzt. Das Verkehrsunternehmen Travys konnte, wegen Arbeiten am zuständigen Unterwerk, den Verkehr zwischen Le Pont und Le Brassus nicht mit elektrischen Fahrzeugen durchführen. Ein Ersatzverkehr auf der Straße hätte jedoch den Einsatz von wenigstens einem Dutzend Omnibussen erfordert. Daher wandt man sich an die SNCF, deren X 2800 eine Zulassung für die Schweiz hatten. Zur Schulung wurden vorab Fahrpersonal und Techniker von Travys nach Besançon geschickt. Die beiden angemieteten Triebwagen wurden im Juni mehrere Wochen lang in Doppeltraktion eingesetzt. Auf der Strecke mit Rampen von bis zu 12 ‰ hielten sie die Fahrpläne der elektrischen Fahrzeuge trotz zahlreicher Halte (mangels eines Haltewunschsignals hielt der Triebfahrzeugführer an jeder Station) ein.

### 1.-Klasse-Triebwagen

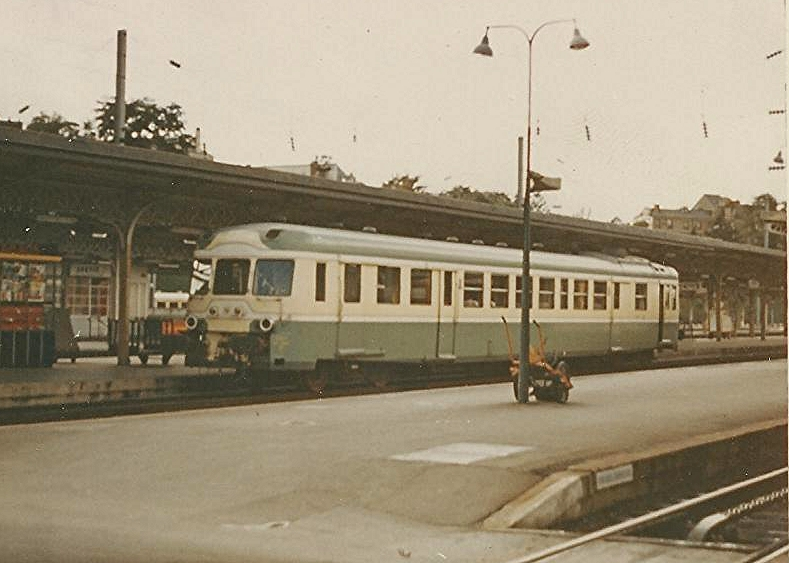
Triebwagen in Aunis-Lackierung in Laval (1969)

Der Triebwagen X 2808 wurde 1957 für den hochwertigen Schnellverkehr zwischen Poitiers und La Rochelle ausgestattet. Er wurde als erster von insgesamt zwölf X 2800 zu einem reinen 1.-Klasse-Fahrzeug und erhielt drei entsprechend ausgestattete Beiwagen der Bauart Unifié 56 mit je 54 Sitzplätzen. Die bei der Serienausführung roten Flächen sowie das Dach waren bei diesem Zug den RGP entsprechend in einem hellen olivgrün lackiert, statt creme wurde für das Fensterband strohgelb gewählt. Ober- und unterhalb des Fensterbands wurden die verschiedenfarbigen Flächen durch eine graue Zierleiste aus Metall getrennt.
Der X 2808 trug nach seinem Einsatzgebiet den Namen „Aunis“, diese Bezeichnung war an den Seiten und Fronten des Triebwagens angebracht. In den fünf Jahren seines Einsatzes auf der Strecke La Rochelle–Poitiers legte er, bei zwei Hin- und Rückfahrten, täglich 588 km zwischen den beiden Endpunkten zurück. Bei 6 ½ Stunden pro Tag auf der Strecke kamen so mehr als 200.000 km im Jahr zusammen.
1958 wurde ein zweiter derartiger Zug mit dem Triebwagen X 2816 gebaut, der aber die Farbgebung zinnoberrot/creme erhielt. Er wurde zunächst von Saintes nach Angoulême, in den Sommermonaten auch nach Royan und bedarfsweise nach Limoges bzw. zwischen Angoulême und Limoges eingesetzt. Mit weniger als 80.000 km pro Jahr war seine Laufleistung wesentlich geringer als die des X 2808. 1962 wurde er in dessen Farben umlackiert und unterstützte jenen ab Herbst jenes Jahres auf dessen Stammstrecke.
Ab 1967 wurden die beiden Züge von dort abgezogen und durch zweiklassige Caravelle-Triebwagen sowie durchgehende Züge ab Paris ersetzt. Über Saint-Étienne kamen sie schließlich nach Lyon, von wo aus sie als „Il Piemonte“ im grenzüberschreitenden Schnellverkehr nach Turin eingesetzt wurden.
Weitere reine 1.-Klasse-Fahrzeuge waren die ebenfalls olivgrün/strohgelb lackierten Triebwagen X 2814 und X 2897 bis X 2900 sowie die X 2860, X 2901, X 2902, X 2913 und X 2915. In den 1970er Jahren wurden die vormaligen 1.-Klasse-Triebwagen in die zweiklassige Regelausführung umgebaut und im „normalen“ Betrieb eingesetzt.

## Abstellung und Verbleib
Ab 2003 wurden die Triebwagen abgestellt, mit den X 2830 und X 2900 liefen am 6. April 2009 zwischen Besançon und Valdahon die beiden letzten im regulären Einsatz. Drei Triebwagen wurden nach Unfällen nicht wieder hergerichtet und schieden vorzeitig aus: X 2821 (1985), X 2841 (1990) und X 2913 (2007).
Mehrere der Fahrzeuge blieben museal oder für den touristischen Verkehr erhalten.